# Prehistorie van A tot Z

## A
Abasjevocultuur -
Abbevillien -
Acheuléen -
Afanasjevocultuur
Ahrensburgcultuur -
Altamira -
Andronovocultuur-
Archeologie -
Archeoloog -
Arkaim -
Atérien -
Aurignacien -
Avebury -
Azilien

## B
Bandkeramische cultuur -
Been -
Bijl -
Borger -
Brommecultuur -
Bronstijd

## C
Cardiaal-Impressocultuur -
Carnac -
Catacombencultuur -
Çatalhöyük -
Châtelperronien -
Chopper -
Chopping tool -
Chvalynskcultuur -
Cloviscultuur -
Creswell Crags -
Cro-magnonmens -
Cucutenicultuur -
Cycladenidool

## D
D1 (hunebed) -
D2 (hunebed) -
D3 (hunebed) -
D5 (hunebed) -
D7 (hunebed) -
D8 (hunebed) -
D9 (hunebed) -
D10 (hunebed) -
D11 (hunebed) -
D12 (hunebed) -
D13 (hunebed) -
D14 (hunebed) -
D15 (hunebed) -
D17 (hunebed) -
D18 (hunebed) -
D19 (hunebed) -
D20 (hunebed) -
D21 (hunebed) -
D22 (hunebed) -
D23 (hunebed) -
D24 (hunebed) -
D25 (hunebed) -
D26 (hunebed) -
D27 (hunebed) -
D28 (hunebed) -
D29 (hunebed) -
D32 (hunebed) -
D43 (hunebed) -
D49 (hunebed) -
D52 (hunebed) -
D53 (hunebed) -
D54 (hunebed) -
Dendrochronologie -
Dimini -
Eugène Dubois

## E
Epipaleolithicum -
Ertebøllecultuur

## F
Dolmen du Faldouet -
Fatjanovo-Balanovocultuur -
Fosna-Hensbackacultuur

## G
G1 (hunebed) -
G5 (hunebed) -
Ganggraf -
Glozel -
Grafheuvel -
Gravettien -
Grot van Pech Merle -
Grottes de Cougnac

## H
Hallstattcultuur -
Hamangiacultuur -
Harappa -
Hoetmansmeer -
Hunebed -
Hunebedcentrum

## I
IJsmummie -
IJstijd -
IJzertijd -
Indusbeschaving -
Ishango-beentje

## J
Jamnacultuur

## K
Kano van Pesse -
Klokbekercultuur -
Koerganhypothese -
Komsacultuur -
Kongemosecultuur -
Kumtepe

## L
Langgraf -
Grotten van Lascaux -
Lengyelcultuur -
Levalloistechniek -
Lijst van hunebedden in Nederland -
Lothal

## M
Magdalénien -
Maglemosecultuur -
Mammoet -
Megaliet -
Mesolithicum -
Michelsbergcultuur -
Micoquien -
Microliet -
Mohenjodaro -
Moustérien

## N
Natufische cultuur -
Neanderthaler -
Neanderthalerjachtkampen van Veldwezelt-Hezerwater -
Neolithicum -
Neolithische revolutie -
Newgrange -
Nøstvet- en Lihultcultuur -

## O
Obeid -
Oeraalse rotstekeningen -
Oldowan -
Ötzi

## P
Paleografie -
Paleolithicum -
Piltdown-mens -
Pitted-warecultuur -
Prehistorie -
Prehistorie in China -
Prehistorisch Egypte -
Prehistorisch Portugal -
Prekeramisch Neolithicum A -
Psynako 1

## R
Rössencultuur -
Rotstekening -
Renjacht

## S
Samaracultuur -
Seroglazovocultuur -
Sesklocultuur -
Sintasjtacultuur -
Skara Brae -
Solutréen -
Spiennes -
Sredny Stogcultuur -
Sroebnacultuur -
Starčevo-Köröscultuur -
Steenkist -
Steentijd -
Stonehenge -
Swifterbantcultuur -
Szeletien

## T
Tell Halaf -
Christian Jürgensen Thomsen -
Touwbekercultuur -
Trechterbekercultuur -
Trijntje -
Troje I-III -
Troje IV-V

## U
Urnenveldencultuur -
Urukperiode

## V
Venusbeeldjes -
Venus van Berekhat Ram -
Venus van Brassempouy -
Venus van Dolní Věstonice -
Venus van Laussel -
Venus van Lespugue -
Venus van Savignano -
Venus van Tan-Tan -
Venus van Willendorf -
Vinčacultuur -
Vlaardingencultuur -
Vuistbijl -
Vuursteen

## W
Witte paard van Uffington -
Woodhenge -
Jens Jacob Worsaae